# Иван Драгушин
Иван Драгушин или Йоан Драгушин е средновековен български благородник.
Син е на деспот Алдимир – брата на българския цар Георги I Тертер, и на Марина Смилец – дъщеря на българския цар Смилец. По бащина линия принадлежи към династията на Тертеровците, а по майчина – към Смилецовата династия. Леля му Теодора Смилец е съпруга на сръбския крал Стефан Дечански и майка на Стефан Душан. Поради това неговият братовчед по майчина и по бащина линия Стефан Душан го нарича „истински брат“, предоставяйки му статут на виден властел в Душановото царство.
През 80-те години на XX век при реставрация на средновековната църква „Свети Георги“ в Полошкия манастир край град Кавадарци, Северна Македония, са открити стенописи от 1343 – 1345 г., придружени с подробни пояснителни надписи. На фреските са изобразени в цял ръст Стефан Душан, съпругата му и сестра на търновския цар Иван Александър – Елена, както и престолонаследникът Стефан Урош. Под образите им е изобразен и аристократът Йоан Драгушин с жена си Ана и невръстното им дете. Срещу него е представена майка му Марина Смилец като монахиня Мария, която държи в ръце умаления модел на църквата по тертипа на други ктиторски портрети на Неманичите. От изображенията личи, че Йоан Драгушин заема изключително високо положение в йерархията на държавата още преди прогласянето ѝ за царство.
През 1314 г. в Константинопол се преплитат житейските съдби на двамата братовчеди – Йоан Драгушин и Стефан Душан, където в изгнание живеят семействата на Стефан Урош III Дечански и на неговата балдъза и роднина Марина Смилец. След заемането на рашкия престол от Стефан Дечански в края на 1321 г. в Рашка пристигат Марина Смилец и синът ѝ Йоан Драгушин. Само година по-късно умира сестрата на Марина Теодора Смилец, която е майка на Стефан Душан. Стефан Дечански се жени повторно за друга представителка на династията на Палеолозите – Мария Палеологина.
Изследователите са на мнение, че престолонаследникът ненавижда мащехата си и се привързва още по-силно към леля си Марина, която му става „втора майка“, както я и назовава. През пролетта на 1331 г., непосредствено след Велбъждската битка, Стефан Душан заема престола, оглавявайки заговора сред аристокрацията за детрониране на баща си. След успеха на акцията е свикан народен събор, на който Кралският съд на Неманичите заточва Стефан Дечански в Звечан, където малко по-късно старият крал умира.
Иван Драгушин умира преди февруари 1340 г., но в областта на река Черна остава да живее неговата майка. Иван Драгушин и Марина Смилец живеят и умират в Рашкото кралство, което прераства в Душаново царство. В Македония наследниците на Смилецовци и Тертеровци се ползват с изключителни привилегии, получават титли и имат поземлени владения. Марина и Драгушин не са единствените видни властели, свързани с управляващи Търновското царство династии. Аналогичен е случаят с брата и сестрата на Иван Александър и царица Елена – Иван Комнин и Теодора, които властват съответно в Северен Епир и Велбъждското деспотство.